# Insarskij rajon
L'Insarskij rajon, in russo Инсарский район?, è un municipal'nyj rajon della Repubblica Autonoma di Mordovia, nella Russia europea; il capoluogo è Insar. Istituito nel 1928, ricopre una superficie di 968,6 chilometri quadrati e nel 2010 ospitava una popolazione di circa 14.000 abitanti.